# Trichoneura grandiglumis
Trichoneura grandiglumis là một loài thực vật có hoa trong họ Hòa thảo. Loài này được (Nees) Ekman miêu tả khoa học đầu tiên năm 1912.